# Geplante Deckengemälde im Japanischen Palais

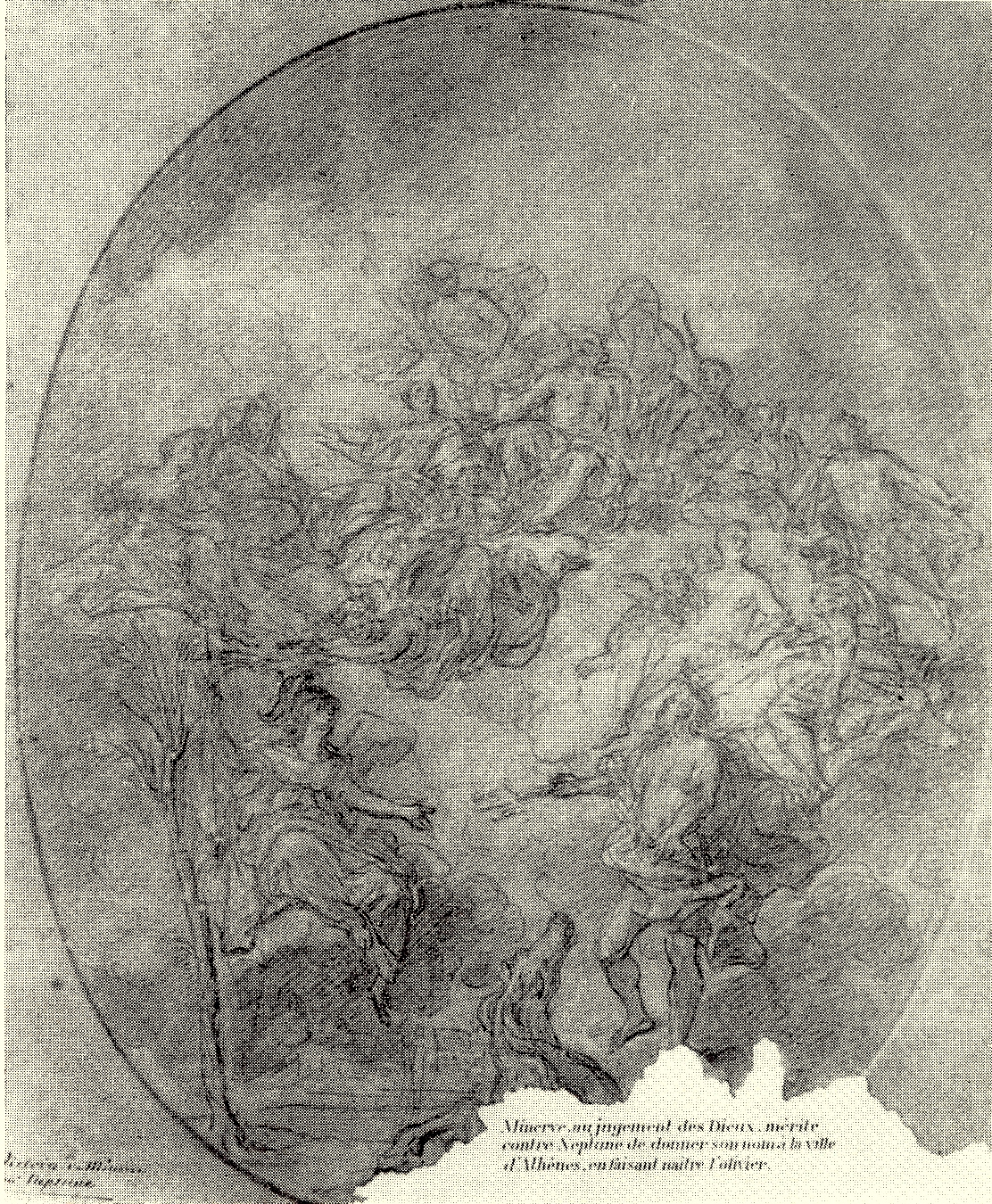
Louis de Silvestre, Zeichnung zu einem Deckengemälde (nicht mehr vorhanden) im Japanischen Palais in Dresden, Paris, Privatbesitz

Die Geplanten Deckengemälde im Japanischen Palais sollten von Louis de Silvestre geschaffen werden. Das 1715 in der sächsischen Residenzstadt Dresden erbaute Palais des Grafen Fleming wurde zeitgenössisch als Holländisches Palais bezeichnet, nachdem dort kurzzeitig der niederländische Gesandte wohnte. Es ging 1717 in den Besitz des sächsischen Kurfürsten Friedrich August I. über, der es ab 1727 erheblich vergrößern und umgestalten ließ. Durch den Tod des Kurfürsten im Jahr 1733 wurden die Bauarbeiten unterbrochen, der neue Kurfürst Friedrich August II. genehmigte nur noch geringe Finanzmittel, wodurch die geplanten Deckengemälde Silvestres nicht mehr zur Ausführung kamen.

## Kunstgeschichtliche Bedeutung
Harald Marx beschreibt, dass sie zu den (zumindest geplanten) Monumentalmalereien zählten und daher erwähnt werden müssen:

„Unter den Monumentalmalereien Silvestres müssen hier auch die, zumindest geplant gewesenen, Plafonds im Japanischen Palais in Dresden erwähnt werden …“

## Beschreibung und Rezeption
Der Kunsthistoriker Jean Louis Sponsel berichtet in seiner Monographie über Porzellane im Japanischen Palais auch über eine französische Erklärung zur geplanten Ausschmückung des Palais, in der es um die Elbgalerie und die beiden anstoßenden Eckräume geht. In ihr werden auch die geplanten Deckengemälde beschrieben, was Sponsel wie folgt zusammenfasst:

„Das Deckenbild der Galerie soll in drei Teile geteilt sein, in der Mitte Sachsen und Japan, die vor Minerva um den Vorzug ihrer Porzellane streiten. In ihrer Umgebung sieht man die Allegorie des Wetteifers, des guten Geschmacks, der Erfindung, der Nachahmung, der Malerei und Bildhauerei und aller der Vorzüge, die zur Schönheit der Erzeugnisse in Porzellan beitragen. Minerva giebt den Siegespreis an Sachsen und die allegorischen Gestalten des Ärgers und der Eifersucht veranlassen Japan, seine mitgebrachten Porzellangefässe wieder einzuschiffen. Gewiss eine im Zeitalter des Merkantilismus gut angebrachte Allegorie. Die beiden Seitenteile des Deckenbildes sollen einerseits die Künste und Manufakturen, andererseits die natürlichen Landesprodukte Sachsens versinnlichen.“

Sponsel vermutet, dass mit dem „peintre sçavant“ in der französischen Erklärung zur geplanten Ausschmückung des Japanischen Palais wohl Louis Silvestre gemeint sein könnte:

„Der Thronsaal zeigt in seinem Deckenbild den Streit zwischen Athena und Neptun über die Benennung der Stadt Athen; ein „grosser“ Stoff, weil an ihm alle Götter des Heidentums können abgebildet werden. Natürlich gehört dazu ein „peintre sçavant“ (gemeint ist wohl Louis Silvestre).“

Harald Marx geht jedoch weiter, als es Sponsel in seiner Vermutung tut. Er erklärt, dass der „peintre sçavant“ in der französischen Erklärung zur geplanten Ausschmückung des Japanischen Palais wirklich Louis de Silvestre sei. Marx begründet dies mit dem den „gleichen, leicht fahrigen, in den Konturen oft wiederholten Strichen“. Diese seien auch von anderen Zeichnungen Silvestres her bekannt:

„Daß hier wirklich – und nicht nur vermutungsweise – Silvestre gemeint war, das zeigt eine Zeichnung zu dem Deckengemälde im Thronsaal, das sich heute im Pariser Privatbesitz befindet, und die ganz eindeutig Silvestres Zeichenstil zeigt. Es sind die gleichen, leicht fahrigen, in den Konturen oft wiederholten Striche, die wir auch von den anderen Zeichnungen kennen. Es bleibt aber trotz der Existenz dieser Zeichnung fraglich, ob die Arbeiten tatsächlich ausgeführt worden sind.“